# ビン・マザーロ
ビンセント・マイケル・マザーロ（Vincent Michael "Vin" Mazzaro, 1986年9月27日 - ）はアメリカ合衆国・ニュージャージー州バーゲン郡ハッケンサック出身のプロ野球選手（投手）。右投右打。現在は、フリーエージェント（FA）。

## 経歴

### プロ入りとアスレチックス時代
2005年のMLBドラフト3巡目（全体101位）でオークランド・アスレチックスから指名され、プロ入り。
2008年12月にベースボール・アメリカが選ぶアスレチックスのプロスペクトの8位に選ばれた。
2009年6月2日のシカゴ・ホワイトソックス戦で先発登板し、メジャーデビュー。6回3安打無失点に抑え、初勝利を挙げた。

### ロイヤルズ時代
2010年11月10日にデビッド・デヘスースとのトレードで、ジャスティン・マークスと共にカンザスシティ・ロイヤルズへ移籍した。
2011年5月16日のクリーブランド・インディアンス戦で3回から緊急登板をするも、2.1回を投げ、1本塁打を含む11安打を許し、14失点と炎上した。3イニング以内で14失点を許したのは1900年以降の近代野球での球団記録となった。リリーフ投手として自責点14点も、1942年4月16日のボストン・レッドソックス戦でフィラデルフィア・アスレチックス（現：オークランド・アスレチックス）のレス・マクラブが記録して以来であり、マザーロは試合後、即刻マイナー降格となった。
2012年11月20日にルール・ファイブ・ドラフト前に40人枠のロースターを空けるため、DFAとなった。

### パイレーツ時代
2012年11月28日にトレードで、ピッツバーグ・パイレーツへ移籍。
2013年はリリーフとして自己最多の57試合に登板した。
2014年1月17日にパイレーツと95万ドルの1年契約に合意したが、3月29日にDFAとなった。4月8日にAAA級インディアナポリス・インディアンズへ降格した。AAA級インディアナポリス降格後は6試合に登板し、1勝0敗2セーブ・防御率0.00と好投。5月3日にパイレーツとメジャー契約を結んだ。昇格後は5試合に登板したが、5月26日にDFAとなり、6月5日に40人枠を外れる形でAAA級インディアナポリスへ配属された。オフの10月にFAとなった。

### マーリンズ時代
2015年1月21日にマイアミ・マーリンズとマイナー契約を結んだ。5月23日にメジャー契約を結んでアクティブ・ロースター入りした。6月25日にDFAとなり、28日に自由契約となった。7月10日にアトランタ・ブレーブスとマイナー契約を結んだ。オフの11月10日にFAとなった。

### ジャイアンツ傘下時代
2016年1月11日にサンフランシスコ・ジャイアンツとマイナー契約を結んだ。開幕は傘下のAAA級サクラメント・リバーキャッツで迎え、4月30日にメジャー契約を結んで25人枠入りした。5月6日にDFAとなり、8日に40人枠を外れる形でAAA級サクラメントへ配属された。10月3日にFAとなった。

### 独立リーグ時代
2017年5月9日に独立リーグ・アトランティックリーグのサマセット・ペイトリオッツと契約した。3試合（先発2試合）に登板した。

### レッズ傘下時代
2017年5月18日にシンシナティ・レッズとマイナー契約を結んだと報じられ、20日に球団から正式発表された。オフの11月6日にFAとなった。

### 独立リーグ時代
2018年5月6日に独立リーグ・カナディアン・アメリカン・リーグのニュージャージー・ジャッカルズと契約した。
2019年4月9日にアトランティックリーグのロングアイランド・ダックスと契約。
2020年はアトランティックリーグが新型コロナウイルスの感染拡大の影響で開催中止となったため、同じく開催中止となったフロンティアリーグの球団を中心に一時的に結成されたオールアメリカン・ベースボール・チャレンジという独立リーグでプレーした。
2021年は再びアトランティックリーグのロングアイランド・ダックスに所属したが、9月9日に現役引退を発表した。
2022年にフロンティアリーグのサセックスカウンティ・マイナーズで現役復帰を果たした。
2023年はフロンティアリーグのニュージャージー・ジャッカルズに所属。

## 詳細成績

### 年度別投手成績
| 年 度    | 球 団    | 登 板 | 先 発 | 完 投 | 完 封 | 無 四 球 | 勝 利 | 敗 戦 | セ 丨 ブ | ホ 丨 ル ド | 勝 率 | 打 者 | 投 球 回 | 被 安 打 | 被 本 塁 打 | 与 四 球 | 敬 遠 | 与 死 球 | 奪 三 振 | 暴 投 | ボ 丨 ク | 失 点 | 自 責 点 | 防 御 率 | W H I P |
| -------- | -------- | ----- | ----- | ----- | ----- | -------- | ----- | ----- | -------- | ----------- | ----- | ----- | -------- | -------- | ----------- | -------- | ----- | -------- | -------- | ----- | -------- | ----- | -------- | -------- | ------- |
| 2009     | OAK      | 17    | 17    | 0     | 0     | 0        | 4     | 9     | 0        | 0           | .308  | 423   | 91.1     | 120      | 12          | 39       | 3     | 4        | 59       | 5     | 0        | 61    | 54       | 5.32     | 1.74    |
| 2010     | OAK      | 24    | 18    | 0     | 0     | 0        | 6     | 8     | 0        | 0           | .429  | 537   | 122.1    | 127      | 19          | 50       | 0     | 4        | 79       | 5     | 0        | 70    | 58       | 4.27     | 1.45    |
| 2011     | KC       | 7     | 4     | 0     | 0     | 0        | 1     | 1     | 0        | 0           | .500  | 131   | 28.1     | 39       | 4           | 15       | 1     | 1        | 10       | 2     | 0        | 26    | 26       | 8.26     | 1.91    |
| 2012     | KC       | 18    | 6     | 0     | 0     | 0        | 4     | 3     | 0        | 0           | .571  | 198   | 44.0     | 55       | 3           | 19       | 2     | 3        | 26       | 1     | 0        | 29    | 28       | 5.73     | 1.68    |
| 2013     | PIT      | 57    | 0     | 0     | 0     | 0        | 8     | 2     | 1        | 6           | .800  | 304   | 73.2     | 68       | 3           | 21       | 3     | 3        | 46       | 5     | 1        | 23    | 23       | 2.81     | 1.21    |
| 2014     | PIT      | 5     | 0     | 0     | 0     | 0        | 0     | 0     | 0        | 0           | ----  | 46    | 10.1     | 8        | 2           | 5        | 0     | 1        | 7        | 1     | 0        | 4     | 4        | 3.48     | 1.26    |
| 2015     | MIA      | 10    | 0     | 0     | 0     | 0        | 0     | 0     | 0        | 0           | ----  | 55    | 12.0     | 15       | 0           | 6        | 1     | 0        | 6        | 0     | 0        | 6     | 5        | 3.75     | 1.75    |
| 2016     | SF       | 2     | 0     | 0     | 0     | 0        | 1     | 0     | 0        | 0           | 1.000 | 13    | 1.0      | 7        | 0           | 1        | 0     | 1        | 0        | 0     | 0        | 9     | 6        | 54.00    | 8.00    |
| MLB：8年 | MLB：8年 | 140   | 45    | 0     | 0     | 0        | 24    | 23    | 1        | 6           | .511  | 1707  | 383.0    | 439      | 43          | 156      | 10    | 17       | 228      | 18    | 1        | 228   | 204      | 4.79     | 1.55    |

- 2016年度シーズン終了時

### 背番号
- 54（2009年 - 2010年）
- 32（2011年 - 2014年、2016年）
- 56（2015年）